# علی درستکار
علی درستکار (زاده ۲ دی ۱۳۴۶ تهران) پژوهش‌گر، مجری و گفت‌وگوگر سابق تلویزیونی، اهل ایران است.

## زندگی
درستکار اصالتاً یزدی اما متولد تهران و دارای کارشناسی ارشد الهیات، معارف اسلامی و تبلیغ از دانشگاه امام صادق ‌است؛ او از سال ۱۳۷۳ هم‌کاری حق‌الزحمه و برنامه‌ای با صدا و سیما را از سیمای بامدادی و تهیه گزارش آغاز کرد؛ با اجرای برنامه‌هایی چون پرتو: گفت‌وگوهایی علمی و فرهنگی به فارسی، انگلیسی و عربی با متخصصان ایرانی و غیرایرانی، برنامه اول خط: تبیین بزه‌های اجتماعی و امیدبخشی به بزه‌کاران پس از گذراندن دوره مجازات،  این شب‌ها: گفت‌وگو با دین‌پژوهان با هدف تبیین کج‌فهمی‌های از دین و نقش مفاهیم دینی و اخلاقی در زندگی فرد و جامعه، برنامه دانه: گفت‌وگو با استادان دانشگاهی با هدف معرفی علوم مختلف و نقش دانش‌مندان هر رشته در زندگی امروز، و برنامه زمرد: گفت‌وگو با کارشناسان جامعه و فرهنگ درباره چرایی ناهنجاری‌های اجتماعی، کار خود را ادامه داد.
درستکار که متأهل و دارای دو فرزند دختر استدر کارنامه خود، مدیریت مرکز خدمات رسانه‌ای و مدیریت دفتر همکاری‌های علمی و بین‌المللی دانشگاه امام صادق، مدیریت روابط‌عمومی اتاق بازرگانی، صنایع، معادن و کشاورزی ایران، مدیریت روابط‌عمومی صندوق بازنشستگی کشوری و  مدیریت امور روابط عمومی بانک آینده را نیز دارد.

## آثار
- خانه‌ای برای همه (۱۳۸۰)
- پرتو (۸۱–۱۳۸۰)
- تهران ۲۰ (۸۵–۱۳۸۱)
- اول خط (۱۳۸۴)
- سفر به خیر (۸۶–۱۳۸۵)
- این شب‌ها (۱۳۹۶–۱۳۸۷)
- دانه (۱۳۹۳)
- سیم و زر (۱۳۹۵)
- زمرد (۱۳۹۵)
- سپنج (١۴٠٢-١۴٠٣)